# 四氧化钌
四氧化钌（RuO4），又稱氧化钌（VIII），是一種無機化合物，為黃色揮發性固體，有類似於臭氧的氣味，有劇毒。四氧化钌在接近室溫的溫度下熔化。由於雜質的存在，其樣品通常呈黑色。
四氧化钌是一种反磁性的、正四面体构型的钌化合物。正如理论预测的那样，它是对称的非极性分子，但很不稳定。类似的四氧化锇用途更广，也更为人们所知。它在多数溶剂中都不稳定，四氯化碳是少數能形成穩定四氧化钌溶液的溶劑之一。

## 制备
四氧化钌可以通过高碘酸钠氧化三氯化钌来制备。
8 Ru3+ + 5 IO4− + 12 H2O → 8 RuO4 + 5 I− + 24 H+
因为四氧化钌在温度稍微升高时就会随时爆炸性分解，大多数实验室不直接合成它，一般也不能通过化学品供应商获得。下一节中的有机反应不直接使用四氧化钌也是这个原因。大多数实验室改用它的阴离子形成的盐——簡稱為TPAP的高钌酸四正丙基铵，化學式為[N(C3H7)4]RuO4，以保证安全。TPAP可以用溴酸钠将RuCl3氧化成RuO4-来制备，同时与阳离子——四丙基铵离子结合。

## 性质和用途
四氧化钌具有很强的氧化性，它不但能氧化浓盐酸，甚至可以氧化稀盐酸。
{\displaystyle {\rm {\ 2RuO_{4}+16HCl\rightarrow 2RuCl_{3}+8H_{2}O+5Cl_{2}\uparrow }}}
它在碱性环境中也能氧化水，生成氧气。
{\displaystyle {\rm {\ 4RuO_{4}+4NaOH\rightarrow 4NaRuO_{4}+2H_{2}O+O_{2}\uparrow }}}
{\displaystyle {\rm {\ 4NaRuO_{4}+4NaOH\rightarrow 4Na_{2}RuO_{4}+2H_{2}O+O_{2}\uparrow }}}
四氧化钌如果加热到370K以上，就会爆炸性分解成二氧化钌，室温下与乙醇混合也很危险。
四氧化钌几乎能氧化所有的有机化合物。例如，它会将金刚烷氧化成1-金刚烷醇。在有机合成中，这被用于氧化末端炔烃成1,2-二酮，将低级醇氧化为羧酸。现在的使用方法是使用催化量的四氧化钌，或者向乙腈、水和四氯化碳的溶剂中添加高碘酸钠（作用是氧化三氯化钌）使它循环再生，大大减少了四氧化钌的使用量。
因为它是一种强烈的氧化剂，所以反应条件温和，一般在室温即可。虽然它的氧化性很强，但是它并不影响不被氧化的手性中心。一个例子是将下面的邻二醇氧化为羧酸
氧化活泼的1,2-环氧化合物中的醇羟基，环氧环不受影响：
在温和的条件下，氧化反应可以停留在醛这一步。
四氧化钌很容易将二级醇氧化成酮。虽然其他便宜的试剂也可以做到这一点，比如：琼斯试剂或者以二甲基亚砜为基础的氧化剂。但是在同时需要强氧化剂和温和的反应条件时，四氧化钌是很理想的。
四氧化钌容易打开碳碳双键，将其氧化成羰基化合物，某种意义上与烯烃臭氧化-分解反应类似。与四氧化钌相似的氧化剂——四氧化锇不能打开双键，而是氧化获得邻二醇一类化合物。
实际操作中，需要被氧化的反应物一般溶解在类似于四氯化碳的溶剂中。溶剂中也会添加乙腈，作为催化过程的协助配体。然后将乙醚添加进沉淀里使得钌催化剂再生。